# Victor Östman
Victor Östman, född 3 oktober 2000, är en svensk professionell ishockeymålvakt som är kontrakterad till Seattle Kraken i National Hockey League (NHL) och spelar för Coachella Valley Firebirds i American Hockey League (AHL) alternativt Kansas City Mavericks i ECHL.
Han har tidigare spelat för Maine Black Bears i National Collegiate Athletic Association (NCAA) samt Chicago Steel i United States Hockey League (USHL).
Östman blev aldrig NHL-draftad.